# مايكل نسميث
مايكل نسميث (بالإنجليزية: Michael Nesmith)‏ اسمه الحقيقي روبرت مايكل نسميث ولد 30 ديسمبر 1942 وهو موسيقي أميركي، وكاتب أغاني، وممثل، ومنتج، و روائي، ورجل أعمال، اشتهر كعضو في فرقة موسيقى الروك والبوب المونكيز وشارك في بطولة المسلسل التلفزيوني المونكيز (1966-1968). بعد تفكك المونكيز ، واصل نسميث نجاحه في كتابة الأغاني وأداء مهنته، أولاً مع فرقة موسيقى الروك الفرقة الأولى، والتي كان لديه أفضل 40 أغنية، ثم كفنان منفرد. وهو عازف بارز في الجيتار ذات الاثني عشر وتراً ‏، حيث عزف على الغيتار الكهربائي خصيصًا مع المونكيز ونماذج صوتية متنوعة خلال مسيرته بعد المونيكز.
وهو أيضا منتج منتج تنفيذي للفيلم ريبو مان (1984). في عام 1981، فاز نسميث بأول جائزة غرامي لفيديو موسيقي عن برنامجه التلفزيوني لمدة ساعة، أجزاء الفيل ‏.

## النشأة
ولد نسميث في هيوستن، تكساس، في عام 1942.  وهو الطفل الوحيد؛ والوالدان، وارن أودري نسميث وبيت نسميث غراهام، انفصلا عندما كان ابنهما في الرابعة من عمره. انتقل هو وأمه إلى دالاس ليكون أقرب إلى والديها وعائلتها. عملت باتي في وظائف مؤقتة تتراوح بين العمل الكتابي لتصميم الرسوم البيانية وتطوير مهارات سكرتارية جيدة جدا، بما في ذلك الاختزال، عندما كان نسميث في الثالثة عشرة من عمره، اخترعت والدته سائل التصحيح للكاتبة الذي عُرف فيما بعد باسم «ليكود الورق ‏». على مدى السنوات الـ 25 المقبلة، قامت ببناء شركة «سليبل بيبر كوربوريشن» لتصبح شركة دولية بملايين الدولارات، باعتها في النهاية إلى شركة جيليت في عام 1979 مقابل 48 مليون دولار. توفيت بعد بضعة أشهر، وعمرها 56 عامًا.
التحق نسميث في نظام دالاس للمدارس العامة في عام 1949، وكان عمره 6 سنوات. ووصف نفسه بأنه كان طالب لامبالي، ومع ذلك شارك في أنشطة الكورال والدراما خلال سنواته في مدرسة توماس جيفرسون الثانوية في دالاس. كما بدأ بكتابة الشعر. عندما كان في الخامسة عشرة من عمره، التحق بالبرنامج المراهق لمركز دالاس المسرحي، حيث ظهر في العديد من المسرحيات.[بحاجة لمصدر]
قبل تخرجه من المدرسة الثانوية، التحق نسميث في القوات الجوية الأمريكية في عام 1960. أكمل تدريبًا أساسيًا في قاعدة لاكلاند الجوية في سان أنطونيو، وتم تدريبه كميكانيكي للطائرات في قاعدة شيبارد الجوية ‏ في ويتشيتا فولز في تكساس، ثم تمركز بشكل دائم في قاعدة كلينتون شيرمان الجوية ‏ بالقرب من بورنس فلات (أوكلاهوما). أثناء وجوده في السلاح الجوي، حصل نسميث على تطوير التعليم العام وانصرف في ظل ظروف مشرفة في عام 1962. التحق في كلية سان أنطونيو، وهي كلية مجتمع، حيث التقى بجون لندن وبدأ بالتعاون الموسيقي. فاز الثنائي بأول جائزة موهبة كلية سان أنطونيو، وأداء مزيج من الأغاني الشعبية القياسية وعدد قليل من أغاني نسميث. بينما في الكلية، بدأ نسميث بكتابة المزيد من الأغاني والشعر، وبعد انتقاله إلى لوس أنجلوس، بدأ نسميث في الغناء في النوادي الشعبية في جميع أنحاء المدينة غرب هوليوود. في ملهى ليلي يضم فنانين جدد. هناك أدى نسميث مع العديد من الأعضاء من المشهد الموسيقى إل ايه الجديد المزدهر. عرض نسميث صفقة نشر لأغانيه، وبينما كان نسميث في دار النشر، قام باري فريدمان، بإحضار الإعلان لإجراء اختبارات على المسلسل التلفزيوني الجديد «المونكيز»، واثار اهتمام نسميث، وفي أكتوبر 1965 ذهب نسميث للدور وكان يرتدي قبعة صوفية، عازف الإيتار «مايك» في البرنامج، الأمر الذي تطلب موهبة حقيقية للحياة الموسيقية (الكتابة والعزف على الآلات، والغناء، والتسجيل، والأداء في الحفلات المباشرة كجزء من فرقة المونكيز الموسيقية). تم بث مسلسل المونكيز التليفزيوني من عام 1966 حتى عام 1968.

## المهنة
بعد جولة من الخدمة في سلاح الجو، أعطي نسميث غيتار كهدية عيد الميلاد من والدته وزوج والدته. وبدء بالتعلم عليها، عزف منفردا وفي الروك آند رول. أصبحت قصائد شعره أساسًا لكلمات الأغاني، وبعد انتقاله إلى لوس أنجلوس مع فيليس وصديقه جون لندن، وقع عقدًا لنشر أغانيه. تم تسجيل أغنية «ماري ماري ‏» من نسميث من قبل فرقة بول باترفيلد بلوز، في حين تم تسجيل «طبل مختلف» و «بعض موسيقى بلوز شيلي» من قبل ليندا رونشتات وستون بونيس ‏. تم تسجيل «بريتي ليتل برينسيس»، التي كتبت عام 1965، بواسطة فرانكي لاين وتم إصدارها كأغنية في عام 1968 على تسجيلات إيه بي سي ‏ .
بدأ نسميث مسيرته في التسجيل عام 1963. تبع ذلك في عام 1965 مع أغنية واحدة تم إصدارها في تسجيلات إيدان بعنوان «المجند الجديد» تحت اسم «مايكل بليسينج»، والذي صدر أيضاً في تسجيلات كولبيكس ‏ بالمصادفة مع تسمية دايفي جونز، على الرغم من أنهم لم يجتمعوا لتشكيل فرقة المونكيز بعد.

### المونكيز

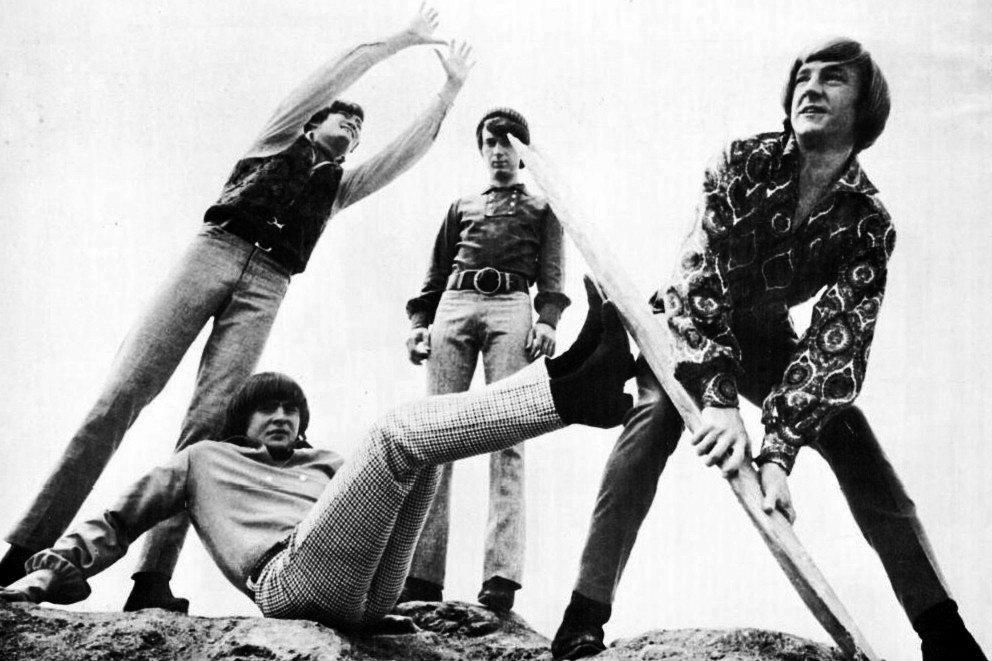
نسميث في (الوسط) مع المونكيز في عام 1967

من 1965 إلى أوائل 1970، كان نسميث عضوًا في فرقة موسيقى الروك البانورامية المونكيز، التي تم إنشاؤها لكوميديا المسلسل التلفزيوني الذي يحمل نفس الاسم. ووفقا لمقابلته في مايو 2015 على جيلبرت جوتفريد، شخص ما قام بإعطاءه نسخة من الإعلان الصحفي الشهير يطلب «أربعة أولاد المجنون» لذلك قدم طلباً للحصول على الوظيفة. فاز نسميث بدوره إلى حد كبير عن طريق الظهور بمظهر اللا مبالي عندما خضع للاختبار. ركب دراجته النارية إلى الاختبار، وارتدى قبعة صوفية لإبعاد شعره عن عينيه. قام المنتجين بوب رافيلسون وبيرت شنايدر بتلقيبه بـ«قبعة الصوف»، ودعا نسميث مجدداً.
بمجرد أن تم اختياره، اشترت شركة سكرين جيمز أغانيه حتى يتمكن من استخدامها في العرض. أصبحت العديد من الأغاني التي كتبها نسميث للمونكيز، مثل «الفناة التي عرفتها في مكان ما»، و «ماري ماري» و «استمع إلى الفرقة» من أشهر أغاني الفرقة.
بنت شركة غيتار جريتش الكهربائي ذو 12 وتر لنسميث عندما كان يعمل مع المونكيز (كان لجريتش صفقة ترويجية مع الفرقة).  وكان قد عزف في وقت سابق سلسلة جريتش ذو الإثني عشر وتراً، والتي كانت في الأصل نموذجًا من ست أوتار. استخدم نسميث هذا الإيتار لظهوره على المسلسل التلفزيوني، بالإضافة إلى عروض المونكيز المباشرة في 1966 و 1967. في بداية 1968، استخدم نسميث الإيتار الأبيض نوع "Gibson SG Custom" ذو الست أوتار لظهوره المباشر مع المونكيز. كان يستعمل هذا الإيتار في فيلم هيد وكذلك في جولة المونكيز الأصلية النهائية في عام 1969 مع دايفي جونز وميكي دولنز. وفي منشور على صفحته على الفيسبوك في 2011، ذكر نسميث أن كلا القيثارات قد سُرقت في أوائل السبعينيات.
كما هو الحال مع المونكيز أيضاً، أصبح نسميث محبط من الصورة المصنعة للمشروع بأكمله. سمح له بكتابة وإنتاج أغنيتين لكل ألبوم، وكثيرا ما ظهرت موسيقاه في حلقات المسلسل. كان نسميث أكثر عضو علانية للصوت حول الصورة الجاهزة للفرقة.[بحاجة لمصدر]

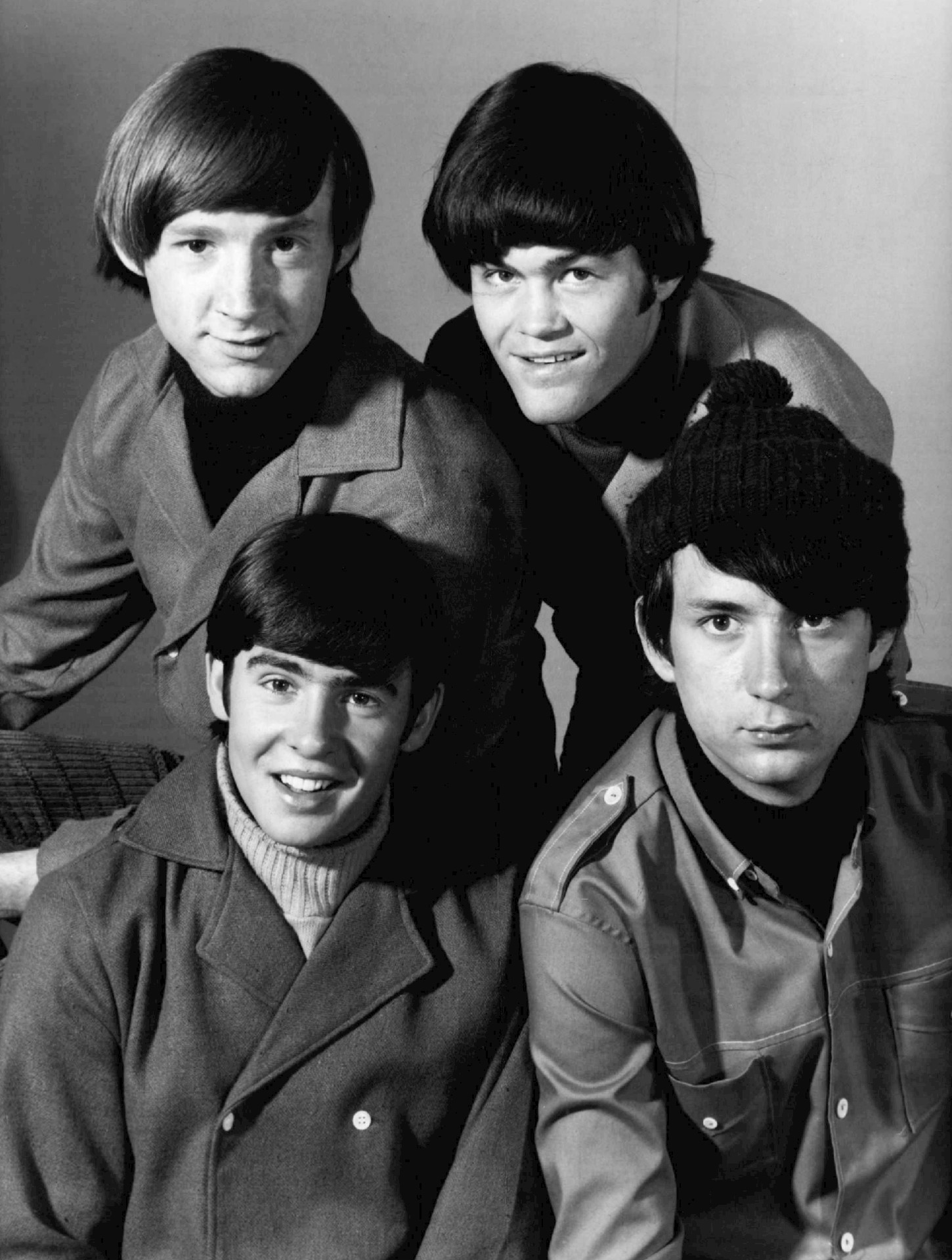
المونكيز في عام 1966. نسميث (أسفل يمين)

نجح المونكيز في طرد المشرف دون كيرشنر ‏  والذي سيطر على تسجيلاتهم وخيارات أغانيهم، لكنهم عملوا كمجموعة مؤلفة من أربعة أفراد في ألبوم واحد فقط، هيدكواترز عام 1967. لم تتغلب الفرقة أبداً على مشاكل المصداقية التي واجهتها عندما انتشرت الشائعة أنهم لا يستطيعون العزف لدرجة أنهم لم يقوموا بالعزف في تسجيلاتهم الأولى. حرض نسميث هذا عندما دعا المؤتمر الصحفي الأول أن ألبوم المزيد من المونكيز «أسوأ ألبوم في تاريخ العالم». ومع ذلك، قاموا بأداء أغنيات منفردة وأغنيات الألبوم وقد بيعت بشكل جيد، حتى اطلاق إصدار فيلم هيد الكارثي.
آخر التزام لعقد المونكيز مع نسميث كان لللإعلان التجاري لمشروب كوول-آيد وكرات نيرف، في أبريل 1970 (بشكل ملائم، انتهي الحال مع نسميث بالإعلان وهو يقول «إينيرفز إينيرف»). مع استمرار ثروات الفرقة في الانخفاض، طلب نسميث أن إسقاط عقده، واضطر إلى الدفع لعدم الالتزام بالعقد: «لقد تبقى لدي ثلاث سنوات... بسعر 150,000 دولار في السنة» ، والذي كان عليه أن يسدده. استمر في أزمة مالية لسنوات عديدة إلى أن ورث من ثروة والدته بيت نسميث غراهام من ليكود الورق في عام 1980 والتي قللت من مخاوفة. وفي مقابلة عام 1980 معبلاي بوي، قال عن ذلك الوقت: «كان علي أن أبدأ في سرد حكايات صغيرة إلى رجال الضرائب بينما كانوا يضعون علامات على الأثاث». في حين أن نسميث استمر في إنتاج مؤلفاته مع المونكيز، فقد حجبت العديد من الأغاني من ألبومات المونكيز النهائية، فقط لإطلاق سراحها في سجلاتهم الفردية بعد المونكيز.

#### العودة إلى المونكيز

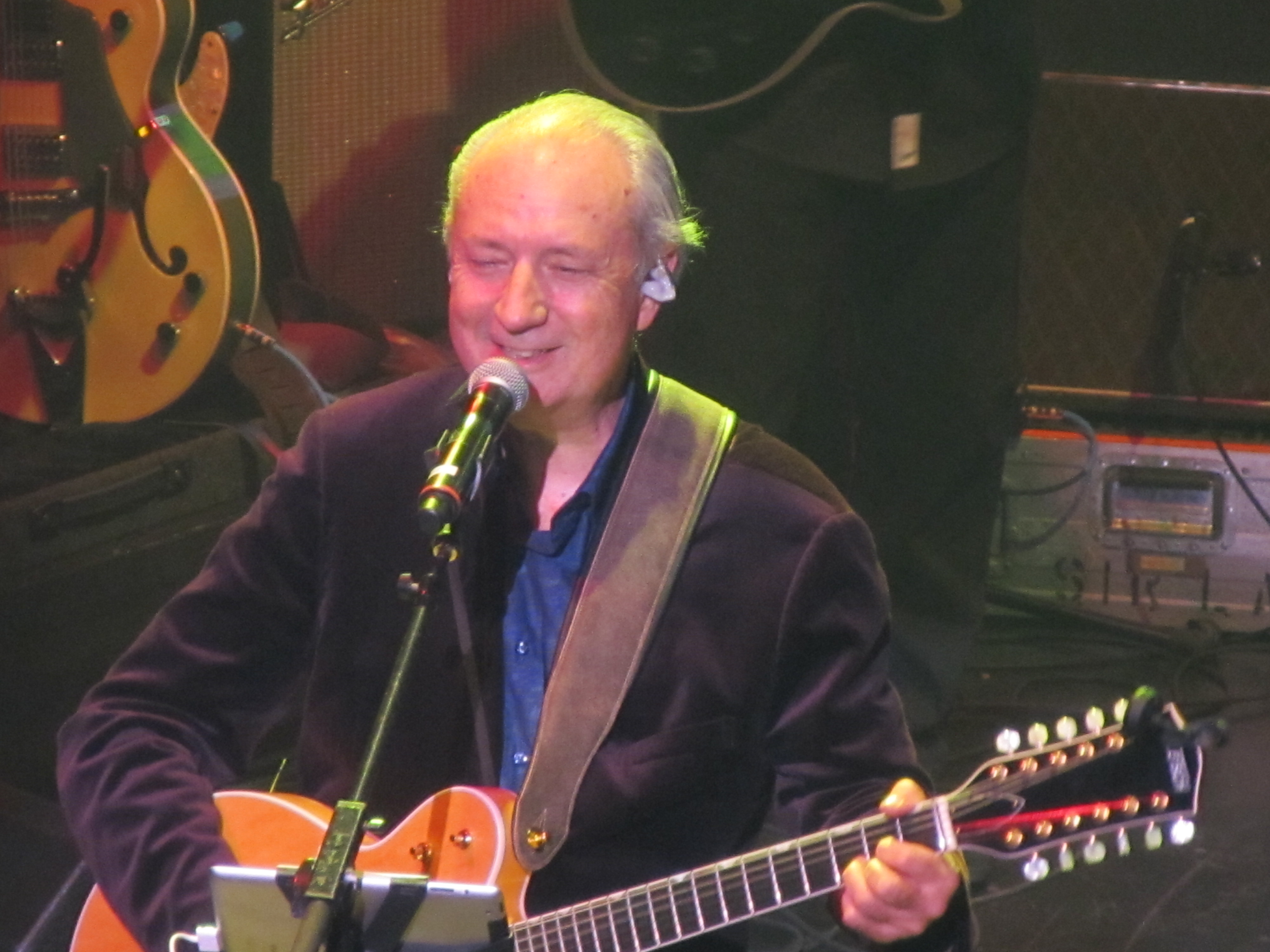
أداء نسميث مع المونكيز في مسرح شيكاغو في عام 2012

لم يشارك نسميث في إعادة إحياء الذكرى العشرين لتأسيس فرقة المونكيز. ومع ذلك، فقد ظهر مع الأعضاء الثلاثة الآخرين في المسرح اليوناني ‏ في 7 سبتمبر، 1986. وفي مقابلة عام 1987 مع نيك روكس ‏، قال نسميث، "عندما دعاني بيتر قال:" نحن في طريقنا للخروج، هل تريد الذهاب؟' لقد تم حجزي، لكن، إذا ذهبت إلى لوس أنجلوس... سأقوم بالأداء." 
ظهر نسميث مرة أخرى في عام 1989 مع دولنز، تورك، وجونز عندما حصل المونكيز على ممر الشهرة في هوليوود.
في عام 1995، تم جمع شمل نسيمث مرة أخرى مع المونكيز لتسجيل ألبوم الاستوديو الخاص بهم (أول أداء من الأربعة منذ ألبوم هيد)، بعنوان جست اس ‏، صدر في عام 1996. كما قام بكتابة وإخراج مسلسل المونكيز الخاص بعنوان، هي هي انه المونكيز ‏. ولدعم العودة، قام كل من نسميث وجونز ودولنز وتورك بجولة قصيرة في المملكة المتحدة في عام 1997. وكانت جولة المملكة المتحدة هي آخر ظهور لأداء المونكيز الأربعة معاً.
في عام 2012 و 2013 و 2014، بعد وفاة جونز، اتحد نسميث مع دولنز وتورك لأداء الحفلات الموسيقية في جميع أنحاء الولايات المتحدة. بدعم من فرقة مكونة من 7 أجزاء تضمنت من ابن نسميث، كريستيان،  قام الثلاثي بأداء 27 أغنية من فهرس المونكيز ‏ (تم غناء «مؤمن بأحلام اليقظة» من قبل الجمهور وقامت الفرقة بعزفها).  عندما سئل لماذا قرر العودة إلى المونكيز، قال نسميث، «أنا لم أغادر. إنه جزء من شبابي ينشط دائمًا في أفكاري وجزء من عملي بشكل عام كفنان.»  على الرغم من عدم قيامه بالجولة مع دولنز وتورك في حفل تكريم الذكرى السنوية الخمسين لـلمونكيز في عام 2016، ساهم نسميث بشكل صوتي وفعّال في ألبوم المونكيز أوقات جيدة ! ساهم نسميث بالإضافة إلى أغنية، «أنا أعرف ما أعرفه»، و «ثريليد» في نتائج الألبوم.

## الأعمال المنفردة
في عام 1969، شكل نسميث الفرقة الوطنية الأولى مع راينر و جون وير وريد رودس. وكتب نسميث معظم أغاني الفرقة، بما في ذلك أغنية «جوان» الوحيدة التي حصلت على بعض العروض المباشرة وكانت على الرسم البياني المعتدل لسبعة أسابيع عام 1970، حيث ارتفعت إلى رقم 21 في قائمةبيلبورد لأفضل 40 أغنية. كونها من رواد موسيقى الروك الريفية. 
أثناء استعداده للخروج من المونكيز في عام 1970، طُلب من نسميث للانضمام إلى جون وير اوف ذا كورفيست، وهي فرقة ضمت صديقه «جون لندن»، الذي قام بالأداء قبل ظهور المونكيز لنسميث لـ45 ثانية بالإضافة إلى العديد من جلسات المونكيز، والتي قام بإنتجها نسميث لعلامة دوت ‏ في عام 1969.  أراد وير من نسميث تشكيل الفرقة. قال نسميث أنه سيكون مهتما فقط إذا لاحظت أن عازف الدواسات الفلاذية بإمكانه عزف أورفيل رودس "الأحمر" والتي كانت جزءا من المشروع. واستمرت شراكة نسميث الموسيقية مع رودس حتى وفاة رودس في عام 1995. وقد عيِنت الفرقة الجديدة مايكل نسميث والفرقة الوطنية الأولى، وسجّلت ثلاثة ألبومات في تسجيلات آر سي إيه في عام 1970.
يعتبر نسميث واحداً من رواد الروك الريفية. كما حقق نجاحًا تجاريًا معتدلًا مع الفرقة الوطنية الأولى. ضربت أغنيتهم الثانية «جوان» رقم 21 على لوحة بيلبورد، رقم 17 على كاش بوكس، ورقم 4 في كندا، مع متابعة «القمر الفضي» مما جعلها رقم 42 في بيلبورد، و 28 في كاش بوكس، ورقم 13 في كندا. لم يتم تقديم أي إجابة واضحة لسبب تفكك الفرقة.
تبع نسميث الفرقة الثانية الوطنية، وهي فرقة ضمت، إلى جانب نسميث، مايكل كوهين (كيبورد وموج)، وجوني ميكس (بيس)، وجاكير رانيللي (درامز)، وأورفيل رودز (الدواسة الفلاذية)، بالإضافة إلى ظهور من قبل المغني والموسيقي ومؤلف الأغاني خوسيه فيليسيانو.
في منتصف السبعينيات، تعاون نسميث لفترة وجيزة ككاتب أغاني مع ليندا هارجوف، مما أدى إلى أغنية «أنا لم أحب أي شخص بعد الآن ‏» لنجاحها للين أندرسون وسجلها العديد من الآخرين، وكذلك أغاني «وينوناه» و «إذا كنت تسير معي،» كلاهما تم تسجيلها من قبل هارجوف. من هذه الأغاني، تم تسجيل فقط «وينوناه» بواسطة نسميث نفسه. وخلال هذه الفترة نفسها، بدأ نسميث مع شركة الوسائط المتعددة فن المحيط الهادئ، التي وضعت في البداية سجلاً صوتياً، و 8 مسارات، وأشرطة كاسيت، ثم في عام 1981 مع «تسجيلات الفيديو». سجل نسميث عددًا من التسجيلات الطويلة، وحقق نجاحًا معتدلًا عالميًا عام 1977 بأغنيته «ريو»، وهي الأغنية التي تم التقاطها من الألبوم من محرك راديو إلى جناح فوتون. في عام 1983، أنتج نسميث الفيديو الموسيقي للاينل ريتشي لأغنية  "All Night Long". في عام 1987، أنتج الفيديو الموسيقي لأغنية مايكل جاكسون "The Way You Make Me Feel".

### الأعمال البارزة
خلال هذا الوقت، ابتكر نسميث مقطع فيديو لـ «ريو» والذي ساعد في تحفيز إنشاء نسميث لبرنامج تلفزيوني يسمى بوب كليبس ‏ لشبكة نيكلوديون. في عام 1980، تم بيع بوب كليبس إلى شركات تايم وارنر و أمريكان أكسبريس. طورت تايم وارنر وأمريكان أكسبريس بوب كليبس عبر شبكة إم تي في.
فاز نسميث بجائزة غرامي الأولى على الإطلاق التي تم تقديمها لمقطع فيديو موسيقي (طويل) في عام 1982، لفيلم «أجزاء فيل ‏» لمدة ساعة، كما كان لها سلسلة قصيرة على قناة إن بي سي مستوحاة من الفيديو المسمى مايكل نسميث في أجزاء التلفاز ‏. تضمنت أجزاء التلفاز العديد من الفنانين الآخرين الذين كانوا غير معروفين في ذلك الوقت ولكنهم أصبحوا نجومًا رئيسيين في حد ذاتها.جاي لينو، جيري ساينفيلد، غاري شاندلينج، ووبي غولدبرغ، وأرسينيو هول أصبحوا فنانين معروفين بعد ظهورهم في برنامج نسميث. كان المفهوم من العرض هو جعل الكوميديا تحل محل روتين الستاند اب في الأفلام الكوميدية القصيرة أشبه بتلك الموجودة في أجزاء الفيل.

### الأفلام والكتب
كان نسميث المنتج التنفيذي لأفلام ريبو مان وتايبهيدس وسباق الوقت: مغامرة لايل سوان ‏، بالإضافة إلى مشاريعه الفردية الخاصة بالتسجيل والأفلام.
في عام 1998، نشر نسميث روايته الأولى، الشعر الرملي الطويل من نفطون زامورا. وقد تم تطويره في الأصل كمشروع عبر الإنترنت وتم نشره لاحقًا على غلاف كتاب صادر من مطبعة سانت مارتن. تم إصدار رواية نسميث الثانية الجين الأمريكي في يوليو 2009 ككتاب أون لاين عبر الإنترنت.

## ظهور آخر
كان لنسميث ظهورًا فريدًا كسائق سيارة أجرة في فيلم اللص لـ (ووبي غولدبرغ)
كان نسميث قد ظهر في أفلامه الخاصة بما في ذلك (سباق الوقت: مغامرة لايل سوان ‏)، وريبو مان ‏ (رابي) و تايبهيدس (ناقل الماء).
في فيديو ترويجي لدعم إصدار فيديو باسيفيك آرتس من تايبهيدس، تم تقديم نسميث بصوت داخلي وهو يسخر من شخصيته في المونكيز.

## الحياة الشخصية
في كلية سان أنطونيو ‏ ، التقى بطالبة أخرى في المركز، وهي فيليس آن بربور، التي تزوجها لاحقاً.  بعد زواجهما في عام 1964، قررا الانتقال إلى لوس أنجلوس، لكي يتمكن نسميث من متابعة مسيرته في كتابة الأغاني والغناء، وفي ذلك الوقت، كانت فيليس حاملاً في أول طفل لهما، كريستيان دوفال ‏.
عندما انتهى من السلسلة التلفزيونة المونكيز عام 1968، التحق نسميث بدوام جزئي في جامعة كاليفورنيا  (لوس أنجلوس) ودرس التاريخ الأمريكي وتاريخ الموسيقى. ولد ابنهما الثاني جوناثان في فبراير 1968. ولد ابن نسميث الثالث جايسون في أغسطس 1968 من نوريت وايلد، الذي التقى بها أثناء عمله في المونكيز.
ولد طفل فيليس الثالث وطفل نسميث الرابع، جيسيكا، في سبتمبر 1970. في حوالي عام 1972، بدأ نسميث التسجيل في تسجيلات بلد الريف مع جاك هولزمان ‏ ، مؤسس شركة تسجيلات إليكترا أيضا في عام 1972، تطلق نسميث وفيليس وانتقل إلى كارميل باي ذا سي (كاليفورنيا). في عام 1974، أطلق نسميث تسجيلات فن المحيط الهادئ ‏ وأصدر ما أسماه «كتاب بموسيقى التصوير»، بعنوان السجن، كأول إصدار للشركة. في عام 1976، تزوج كاثرين بيلد. في عام 1988، بعد انتهاء الزواج الثاني أيضاً، عاد إلى لوس أنجلوس حيث التقى فيكتوريا كينيدي. انتقلوا إلى سانتا فيه (نيومكسيكو) ، في عام 1992 ثم عادوا إلى كارمل، كاليفورنيا، في عام 2000. كانوا متزوجين في أبريل 2000 في مونتيري (كاليفورنيا) . انفصلا في عام 2011 وقدمت كنيدي للطلاق.

## ديسكوغرافيا
- (Wichita Train Whistle Sings (1968
- (Magnetic South (1970
- (Loose Salute (1970
- (Nevada Fighter (1971
- (Tantamount to Treason (1972
- (And the Hits Just Keep on Comin' (1972
- (Pretty Much Your Standard Ranch Stash (1973
- (The Prison (1974
- (From a Radio Engine to the Photon Wing (1977
- (Infinite Rider on the Big Dogma (1979
- (Tropical Campfires (1992
- (The Garden (1994
- (Timerider: The Adventure of Lyle Swann (2001
- (Rays (2005
- (The Ocean (2015

## المسلسلات
| السنة      | العنوان               | الدور       | الملاحظات                          |
| ---------- | --------------------- | ----------- | ---------------------------------- |
| 1966– 1968 | المونكيز              | نفسه        | مثل بالمونكيز باسم "مايك"          |
| 1985       | أجزاء التلفاز ‏        | ضيف         | سلسلة واحدة جانبية من أجزاء الفيل ‏ |
| 1997       | هي، هي، انه المونكيز ‏ | نفسه        | مثل بالمونكيز باسم "مايك"          |
| 2014       | بورتلانديا            | والد العمدة | الموسم الرابع، الحلقة التاسعة      |

## الأفلام
| السنة | العنوان                      | الدور        | الملاحظات                 |
| ----- | ---------------------------- | ------------ | ------------------------- |
| 1968  | هيد                          | نفسه         | مثل بالمونكيز باسم "مايك" |
| 1982  | سباق الوقت: مغامرة لايل سوان | مسؤول السباق | لم يذكر الاسم             |
| 1984  | ريبو مان ‏                    | رابي         | صاحب الفضل                |
| 1987  | لص                           | سائق تاكسي   | لم يذكر الاسم             |
| 1988  | تايبهيدس                     | ناقل الماء   | لم يذكر الاسم             |

## الكتب
- الشعر الرملي الطويل من نفطون زامورا (1998)
- الجين الأمريكي (2009)
- يوم الثلاثاء اللانهائي: رواية سيرة ذاتية  (2017)

### الكتب الصوتية
- الشعر الرملي الطويل لنفطون زامورا (2004) (مع قرائة نسميث للقصة)
- يوم الثلاثاء اللانهائي: رواية سيرة ذاتية (2017) (يرويها نسميث)

## وصلات خارجية
- مايكل نسميث على موقع IMDb (الإنجليزية)
- مايكل نسميث على موقع الموسوعة البريطانية (الإنجليزية)
- مايكل نسميث على موقع ألو سيني (الفرنسية)
- مايكل نسميث على موقع ميوزك برينز (الإنجليزية)
- مايكل نسميث على موقع ميوزك برينز (الإنجليزية)
- مايكل نسميث على موقع أول موفي (الإنجليزية)
- مايكل نسميث على موقع قاعدة بيانات الأفلام السويدية (السويدية)
- مايكل نسميث على موقع إن إن دي بي (الإنجليزية)
- مايكل نسميث على موقع أول ميوزيك (الإنجليزية)
- مايكل نسميث على موقع ديسكوغز (الإنجليزية)